# Mohamed Attaoui
Mohamed Attaoui Tijani (Béni Mellal, 26 settembre 2001) è un mezzofondista spagnolo, specializzato negli 800 e 1500 metri piani.

## Biografia
È nato a Béni Mellal, in Marocco, e vive a Torrelavega, Cantabria sin dall’età di sei anni. Nel 2021 ha ottenuto la cittadinanza spagnola.
Si allena sotto la guida di Thomas Dreissigacker con la squadra OAC Europe, della quale fa parte anche Marta García.
È stato due volte campione di Spagna under 23 nei 1500 m (2022 e 2023).
Agli europei U23 ha conquistato la medaglia d’argento nei 1500 m. Nello stesso anno ha debuttato con la nazionale assoluta spagnola ai mondiali di Budapest 2023, dove si è qualificato per le semifinali, nel corso delle quali ha realizzato il suo record personale.
Ha partecipato ai mondiali indoor di Glasgow 2024, dove è stato eliminato in semifinale negli 800 m. In estate, ha vinto la medaglia d’argento negli 800 m ai campionati europei di Roma 2024, terminando alle spalle del francese Gabriel Tual. Pochi giorni dopo ha battuto il record spagnolo dei 1000 m, con un tempo di 2:15.03. Sempre nel 2024 ha infranto anche il primato spagnolo degli 800 m, detenuto dal Saúl Ordóñez dal 2018, con un tempo di 1'42"04, registrando il nono miglior tempo di sempre della specialità a livello mondiale. 
Ha rapprentato la Spagna ai Giochi olimpici estivi di Parigi 2024 dove ha raggiunto la finale degli 800 m, classificandosi quinto.
Nella stagione invernale ha vinto il Campionato spagnolo indoor nei 1500 m e si è qualificato per gli europei indoor di Apeldoorn 2025, dove è stato eliminato in semifinale.

## Palmarès
| Anno | Manifestazione           | Sede      | Evento           | Risultato  | Prestazione | Note |
| ---- | ------------------------ | --------- | ---------------- | ---------- | ----------- | ---- |
| 2022 | Mediterraneo U23         | Pescara   | 1500 m piani     | Argento    | 4'15"43     |      |
| 2023 | Mediterraneo U23 indoor  | Valencia  | 1500 m piani     | Oro        | 3'53"89     |      |
| 2023 | Europei U23              | Espoo     | 1500 m piani     | Argento    | 3'43"63     |      |
| 2023 | Mondiali                 | Budapest  | 800 m piani      | Semifinale | 1'44"35     |      |
| 2023 | Mondiali corsa su strada | Riga      | Miglio su strada | 24º        | 4'06"59     |      |
| 2024 | Mondiali indoor          | Glasgow   | 800 m piani      | Semifinale | 1'45"68     |      |
| 2024 | Europei                  | Roma      | 800 m piani      | Argento    | 1'45"20     |      |
| 2024 | Giochi olimpici          | Parigi    | 800 m piani      | 5º         | 1'42"08     |      |
| 2025 | Europei indoor           | Apeldoorn | 1500 m piani     | Batteria   | 3'42"53     |      |

## Altre competizioni internazionali
2025
- Oro al Meeting de Paris ( Parigi), 800 m piani - 1'42"73
- Oro ai Campionati europei a squadre di atletica leggera ( Madrid), 800 m piani - 1'44"01
- Bronzo all'Athletissima ( Losanna), 800 m piani - 1'43"38